# Татько Арсеній Петрович
Арсеній Петрович Татько (1886, місто Катеринослав — розстріляний 1 листопада 1937) — український радянський діяч. Член Центральної Контрольної Комісії КП(б)У в листопаді 1927 — січні 1930 р.

## Біографія
Робітник на заводах міста Катеринослава.
Член РСДРП(б) з 1903 року. Вів революційну діяльність на заводах Катеринослава.
У 1917 році — член Задніпровського (Амур-Нижньодніпровського) районного комітету РСДРП(б), член Катеринославської Ради робітничих і солдатських депутатів. Учасник Катеринославського збройного повстання грудня 1917 року.
У лютому — квітні 1918 року — голова виконавчого комітету Катеринославської губернської ради.
З 1918 року — на політичній роботі в Червоній армії. Служив політичним працівником у Групі радянськи військ Харківського напряму, у 2-й Українській радянській армії та 14-й армії РСЧА. Брав участь у боях проти німецьких військ, українських військ Директорії та англо-французьких інтервентів. З січня 1920 року — інспектор Політичного Управління Червоної армії.
Потім — на партійній, радянській та господарській роботі в Харкові.
До липня 1937 року — заступник директора Харківського верстатобудівного заводу імені Молотова.
8 липня 1937 року заарештований органами НКВС, розстріляний. Посмертно реабілітований.